# Monticello (casa)
Monticello (pronunciato /mɒntəˈtʃɛloʊ/), situata presso Charlottesville, in Virginia, il cui toponimo è tratto direttamente dalla lingua italiana per indicare una piccola montagna, era la tenuta di Thomas Jefferson, terzo presidente degli Stati Uniti d'America e fondatore dell'Università della Virginia. L'edificio è stato costruito su un progetto dello stesso Jefferson, ed è situato sulla cima di un colle delle Southwest Mountains.
Nel 1987 Monticello è stata inserita in coppia con l'Università della Virginia tra i patrimoni dell'umanità e un'immagine della facciata occidentale della tenuta fu impressa sulla moneta da 5 centesimi di dollaro statunitense tra il 1938 ed il 2003 (per poi ritornarvi all'inizio del 2006) e sulla banconota da 2 dollari tra il 1928 ed il 1966.

## Storia

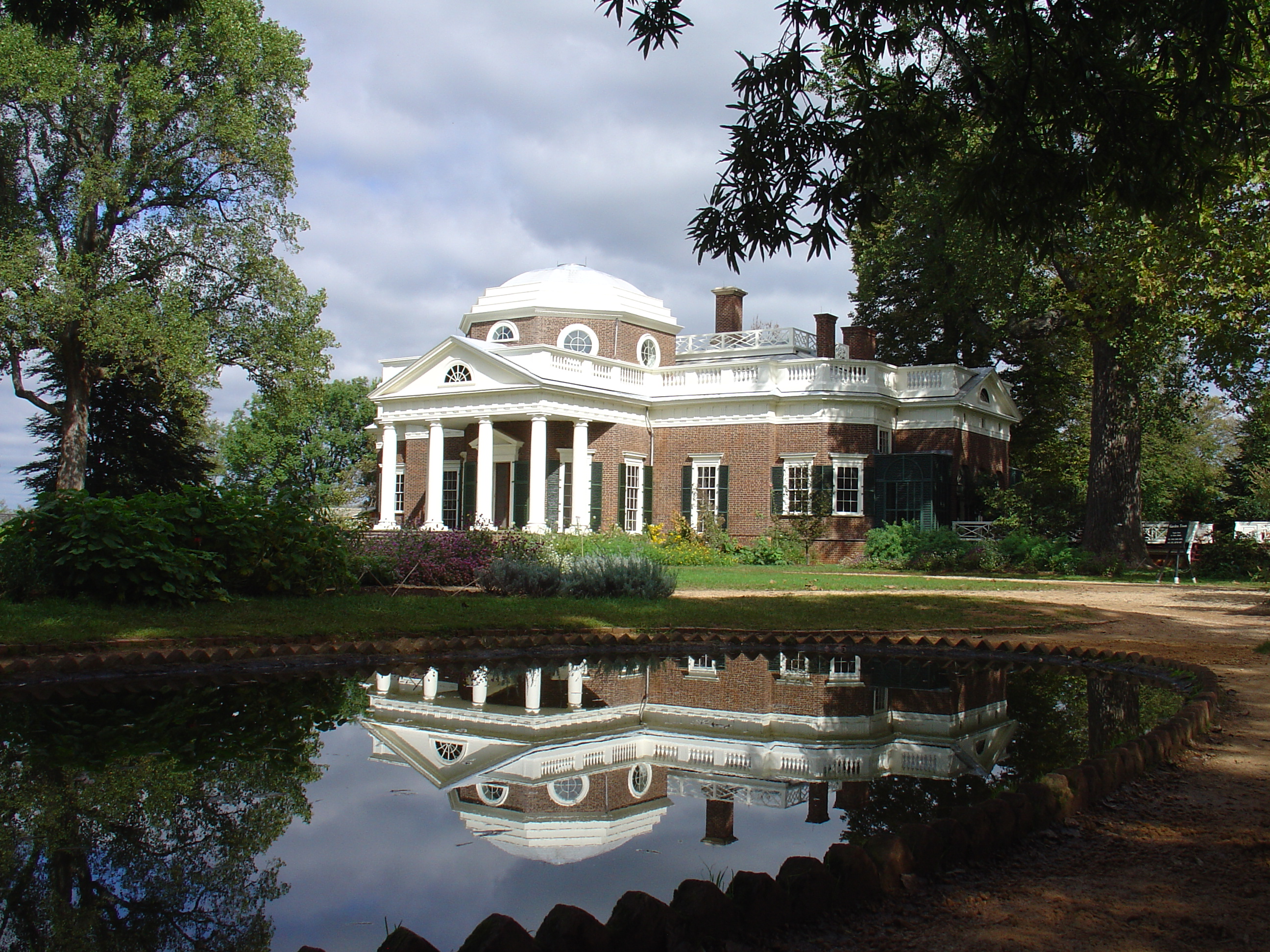
La tenuta di Monticello e il parco.

I lavori sulla proprietà di Monticello iniziarono nel 1768, e Jefferson abitò il padiglione Sud (un edificio esterno) a partire dal 1770. Il progetto originale si basava sullo stile classico del Palladianesimo. Quando Jefferson abbandonò Monticello nel 1784 per viaggiare in Europa, il progetto originale era stato in gran parte completato, con l'eccezione dei portici e delle decorazioni in legno intarsiato degli interni. Prima del ritorno, Jefferson ampliò la propria visione di Monticello per incorporare le caratteristiche tipiche degli edifici palladiani e delle rovine ammirate oltreoceano. I progetti originali furono ammodernati a partire dal 1796. La costruzione di Monticello fu sostanzialmente completata nel 1809, con l'eccezione della cupola.
Jefferson morì il 4 luglio 1826, e Monticello fu ereditata dalla primogenita Martha Jefferson Randolph. Le difficoltà finanziarie obbligarono Martha a vendere Monticello a James T. Barclay, un medico locale, nel 1831. Barclay la vendette a sua volta nel 1834 a Uriah Phillips Levy, primo ebreo americano a diventare ufficiale della United States Navy, il quale era un grande ammiratore di Jefferson. Durante la guerra di secessione americana la casa fu confiscata dal governo Confederato e venduta, ma Uriah Levy (morto nel 1862) riuscì a recuperarla dopo la guerra.
Gli eredi di Levy agirono per vie legali fino al 1879, quando raggiunsero un accordo con il nipote di Uriah Levy, Jefferson Monroe Levy, famoso avvocato di New York, che assieme ad altri speculatori prese possesso della proprietà. Jefferson Levy, come suo zio, riparò, restaurò e protesse Monticello, seriamente danneggiata mentre i processi proseguivano nelle corti della Virginia e di New York.
Un'organizzazione privata, senza scopo di lucro, la Thomas Jefferson Foundation, acquistò la casa da Jefferson Levy nel 1923, per poi farla restaurare dagli architetti Fiske Kimball e Milton Grigg. Monticello è attualmente adibito a museo. I visitatori possono ammirare le stanze del seminterrato e del piano terra, ma il secondo e terzo piano sono chiusi al pubblico.
Sebbene numerosi edifici siano stati ricostruiti o ristrutturati per riportare l'edificio ed il suo circondario alle medesime condizioni dell'epoca di Jefferson, nessuno dei ricoveri per gli schiavi è stato ricostruito, facendo scomparire in tale modo gli alloggi degli oltre 200 schiavi che erano lì detenuti sotto le dipendenze del presidente americano.
Monticello è l'unica casa privata degli Stati Uniti ad essere stata inserita tra i patrimoni dell'umanità. Tra il 1989 ed il 1992 una squadra di architetti dell'Historic American Buildings Survey (HABS) creò una mappa con tutte le misure dell'edificio. Le carte sono oggi depositate presso la Biblioteca del Congresso. La nomina a patrimonio dell'umanità creò un legame tra questo edificio e l'Università della Virginia.
Tra gli altri progetti realizzati da Jefferson si trovano l'altra sua casa, nei pressi di Lynchburg, chiamata Poplar Forest ed il Campidoglio di Richmond.

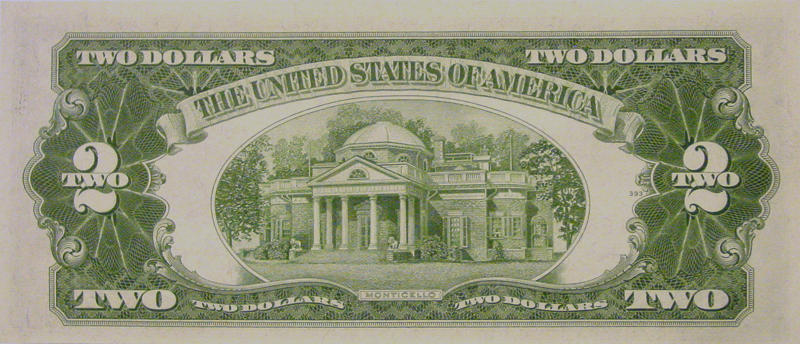
Monticello raffigurata sulla banconota da due dollari del 1953. Da notare i due «leoni di Levy» su ognuno dei lati dell'entrata. I leoni, voluti da Jefferson Levy, furono rimossi nel 1923 quando la Thomas Jefferson Foundation acquistò la casa.

## Decorazioni ed arredi
Buona parte delle decorazioni interne di Monticello riflettevano le idee di Jefferson stesso.
L'originale entrata principale è attraverso il portico della facciata orientale. Il soffitto di questo portico incorpora una banderuola per indicare la direzione del vento. Un grande orologio si affaccia sul muro orientale, ed ha solo la lancetta delle ore in quanto Jefferson lo riteneva di precisione sufficiente per coloro che lavoravano all'esterno. L'orologio mostra lo stesso orario segnato dal "Grande Orologio" (progettato da Jefferson) nella hall. La hall contiene riproduzioni di oggetti raccolti da Lewis e Clark durante la loro famosa spedizione. Il pavimento è dipinto con verde simile al colore dell'erba, su raccomandazione dell'artista Gilbert Stuart che voleva richiamare anche all'interno lo stile degli esterni.
L'ala meridionale comprende le stanze private di Jefferson. La biblioteca contiene numerosi libri della terza raccolta di Jefferson. La sua prima biblioteca fu bruciata nell'incendio di una piantagione, mentre cedette (o vendette) la seconda nel 1815 al Congresso degli Stati Uniti d'America per sostituire i libri perduti quando gli inglesi bruciarono il Campidoglio nel 1814. Questa seconda biblioteca fu il nucleo della Biblioteca del Congresso. Nonostante sia divenuta famosa per le sue dimensioni, Monticello oggi non è più grande di una normale villa, con uno spazio abitabile di circa 1000 m2. Jefferson considerava l'uso di numerosi mobili come uno spreco di spazio, cosicché il tavolo nella sala da pranzo veniva posizionato solo durante i pranzi, ed i letti furono costruiti in alcove tagliate in muri spessi che fungevano anche da ripostigli. Il letto di Jefferson era accessibile da due lati: dal suo gabinetto (lo studio) e la camera da letto (vestibolo).
La facciata occidentale dà l'impressione di una villa di modeste proporzioni, con un piano interrato nascosto nella collina.
L'ala settentrionale contiene la sala da pranzo, con un montavivande e due portavivande a rotelle incorporati nel caminetto, e due camere per gli ospiti.

## Edifici esterni e giardini

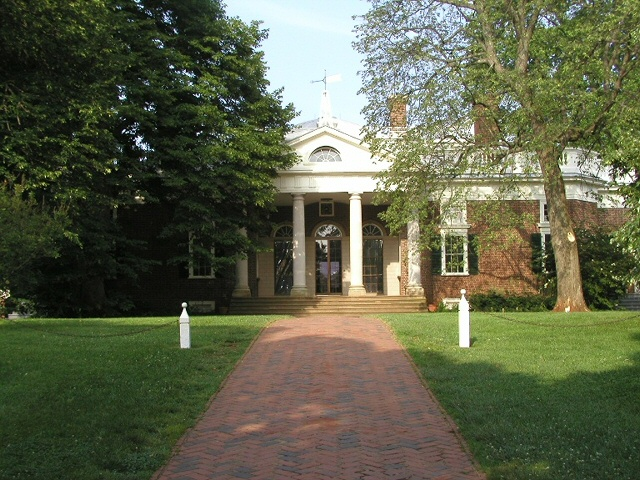
La facciata e l'entrata principale di Monticello.

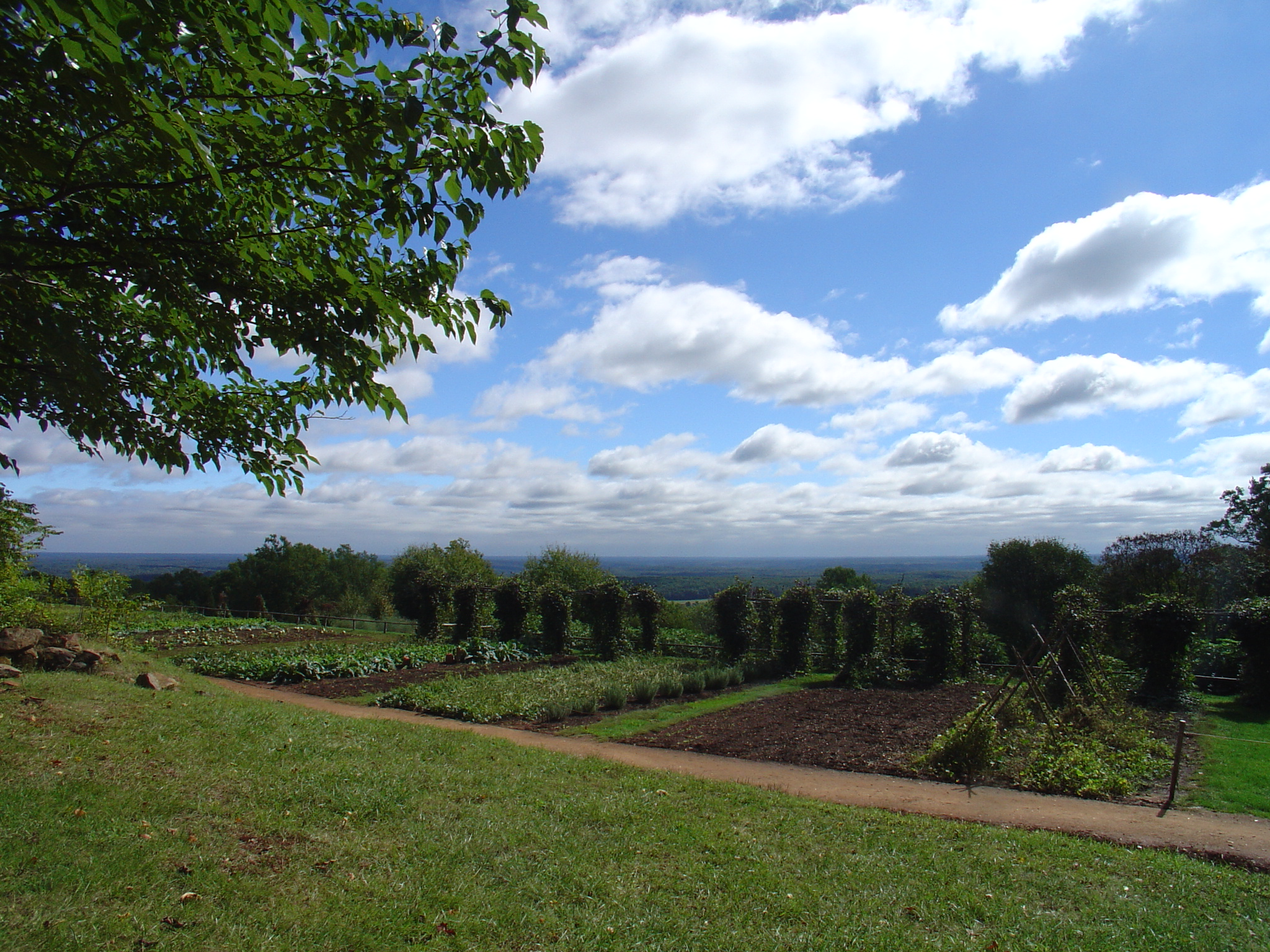
I giardini di Jefferson

La casa principale fu ingrandita da piccoli padiglioni a nord e a sud. A sud si trova una fila di edifici funzionali (caseificio, bagni, magazzini, una piccola carpenteria, falegnameria, ecc.) e residenze per gli schiavi, nota come Mulberry Row. È ancora in piedi la casa in pietra della sarta, così come l'alto camino della falegnameria e le fondazioni degli altri edifici. Una cabina su Mulberry Row fu, per breve tempo, la casa di Sally Hemings; in seguito si trasferì in una stanza della "dépendance meridionale", sotto alla casa principale. Sul pendio che si trova dietro a Mulberry Row, Jefferson creò un grande giardino.
La casa fu il centro di una piantagione di 5000 acri (20 km²), gestita da circa 150 schiavi.
Nel 2004 gli amministratori acquistarono l'unica proprietà che godeva di un panorama su Monticello, l'alta montagna che Jefferson chiamava Montalto, ma che è nota agli abitanti di Charlottesville come Mountaintop Farm, monte Patterson o monte Brown. Nel tentativo di bloccare la costruzione del cosiddetto «McMansions», gli amministratori spesero 15 milioni di dollari per acquistare il terreno, che Jefferson aveva posseduto e che fu utilizzato nel XX secolo come fattoria divisa in appartamenti utilizzati da studenti dell'Università della Virginia. I gestori della proprietà di Monticello considerarono per molto tempo un pugno nell'occhio le costruzioni su quella montagna, e decisero di acquistarle quando furono messe sul mercato. Molti dei residenti furono felici di sapere di questo interesse, ma dovettero subire la decisione dei padroni di Monticello che si rifiutarono di annullare i loro mutui, obbligandoli a pagare due affitti. Monticello applica una tariffa ai visitatori di $13 per gli adulti, e $7 per i bambini, per poter visitare la cima della montagna, solo tra maggio ed ottobre. Nel resto dell'anno la montagna è chiusa, ed è presente un costante servizio di vigilanza.
Esistono anche due case all'interno del parco di 20 km².

## Altre informazioni
Monticello è apparsa sulla moneta da 5 centesimi di dollaro. In origine questa moneta fu disegnata da Felix Schlag, ed è stata reintrodotta nel 2006 dopo due anni in cui è stata coniata il 5 centesimi denominato «Westward Series». Monticello è stata raffigurata anche sulla banconota da 2 dollari, fino al 1966. Attualmente la banconota da 2 dollari raffigura Jefferson su una facciata, ed un dipinto sulla presentazione al Secondo Congresso Continentale della Dichiarazione d'Indipendenza.

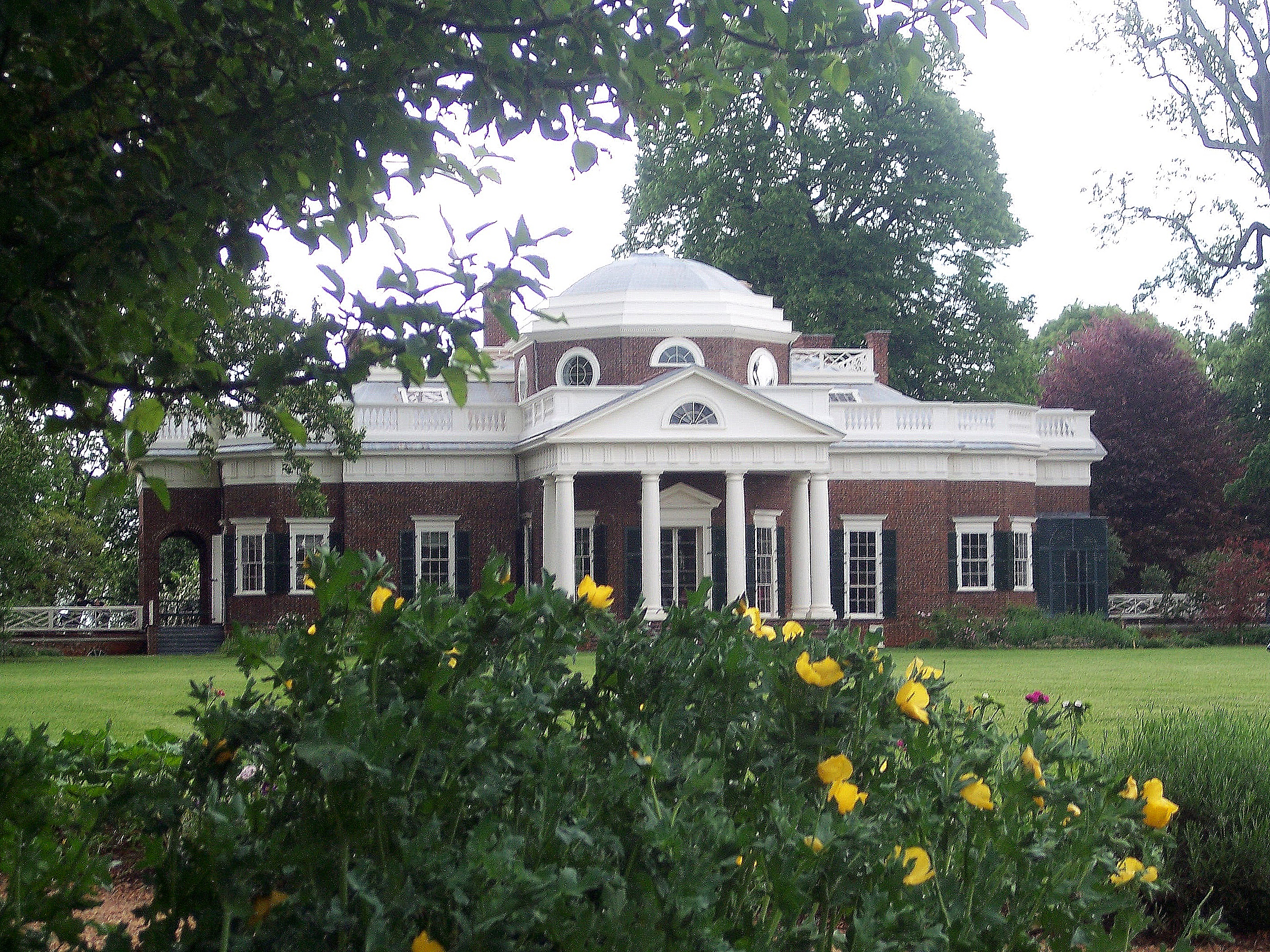
Vista di Monticello dai giardini

Monticello è stata descritta nel programma Guide to Historic Homes of America della rete A&E Network, condotto da Bob Vila in un tour che ha incluso la Stanza della Cupola (non aperta al pubblico) e l'Honeymoon Cottage.
Presso la University of the Cumberlands di Williamsburg (Kentucky) si trova il complesso di Corell Science Complex, replica di Monticello.
Sidney Fiske Kimball, padre della Scuola di Architettura presso la University of Virginia, uno dei primi a cimentarsi con i restauri di Monticello, ed autore del libro Thomas Jefferson, Architect, utilizzò i principi architetturali di Jefferson per costruire la propria casa all'esterno di Charlottesville, chiamata "Shack Mountain". Costruita nel 1935-1936, Shack Mountain è un padiglione in stile Jefferson, proprio come Monticello, considerato il pezzo forte di Kimball. Lo stesso Kimball consigliò il restauro del Colonial Williamsburg e di Stratford Hall. Shack Mountain è stata nominata National Historic Landmark nel 1992.
Nell'intro del suo album di debutto, il rapper Lupe Fiasco fa riferimento all'edificio nel testo "...when they was on the back of a nickel like Monticello, in the underworld had to be smarter then Donatello".